# Twin Hills
Twin Hills és una concentració de població designada pel cens dels Estats Units a l'estat d'Alaska. Segons el cens del 2000 tenia 69 habitants.

## Demografia
Segons el cens del 2000, Twin Hills tenia 69 habitants, 24 habitatges, i 18 famílies La densitat de població era d'1,2 habitants/km².
Dels 24 habitatges en un 37,5% hi vivien nens de menys de 18 anys, en un 29,2% hi vivien parelles casades, en un 20,8% dones solteres, i en un 25% no eren unitats familiars. En el 16,7% dels habitatges hi vivien persones soles el 12,5% de les quals corresponia a persones de 65 anys o més que vivien soles. El nombre mitjà de persones vivint en cada habitatge era de 2,88 i el nombre mitjà de persones que vivien en cada família era de 2,94.
Per edats la població es repartia de la següent manera: un 36,2% tenia menys de 18 anys, un 2,9% entre 18 i 24, un 21,7% entre 25 i 44, un 27,5% de 45 a 60 i un 11,6% 65 anys o més.
L'edat mediana era de 38 anys. Per cada 100 dones de 18 o més anys hi havia 100 homes.
La renda mediana per habitatge era de 29.375 $ i la renda mediana per família de 20.625 $. Els homes tenien una renda mediana de 0 $ mentre que les dones 0 $. La renda per capita de la població era de 16.856 $. Aproximadament el 22,2% de les famílies i el 27,9% de la població estaven per davall del llindar de pobresa.

## Poblacions més properes
El següent diagrama mostra les poblacions més properes.